# Srŏk Kaev Seima
Srŏk Kaev Seima är ett distrikt i Kambodja.   Det ligger i provinsen Mondolkiri, i den östra delen av landet, 220 km öster om huvudstaden Phnom Penh. Antalet invånare är 8 854.